# Bécon-les-Granits
Bécon-les-Granits es una comuna y población de Francia, en la región de Países del Loira, departamento de Maine y Loira, en el distrito de Angers y cantón de Le Louroux-Béconnais. Es la mayor población del cantón.
Su población en el censo de 1999 era de 2.327 habitantes.
Está integrada en la Communauté de communes Ouest Anjou , de la que es la comuna más populosa.

## Demografía
| 1606 | 1563 | 1432 | 1820 | 2252 | 2327 |
| Para los censos de 1962 a 1999 la población legal corresponde a la población sin duplicidades (Fuente: INSEE [Consultar]) |      |      |      |      |      |